# Just (chanson)
Pour les articles homonymes, voir Just.
Singles de Radiohead
Fake Plastic Trees
(1995) Street Spirit (Fade Out)
(1996)
Just est un single du groupe britannique Radiohead sorti en 1995. Il s'agit de la septième piste de leur album The Bends.
Le leader du groupe, Thom Yorke a écrit les paroles de ce titre à propos d'un ami à lui narcissique. Il a également déclaré que ce morceau était une compétition entre lui et Jonny Greenwood, guitariste du groupe, pour voir qui pourrait glisser le plus d'accords dans une seule chanson. 
Cette chanson se distingue par le travail remarquable des guitares, ce dernier ayant été vu comme un hommage au groupe post-punk Magazine, une des influences principales de Radiohead à l'époque.

## Clip vidéo
Just est célèbre pour son clip vidéo réalisé par Jamie Thraves (en), qui a été tourné près de la Gare de Liverpool Street à Londres.
Celui-ci montre en alternance des images du groupe jouant dans un appartement, ainsi que des images d'un homme d'âge moyen, s'allongeant au milieu d'un trottoir. Les passants intrigués se regroupent autour de l'homme et commencent à penser qu'il se passe quelque chose avec celui-ci, alors que le groupe Radiohead regarde par la fenêtre l'événement qui se déroule dans la rue. Une conversation sous-titrée se développe entre les passants et l'homme toujours étendu au sol, les passants demandant à l'individu ce qu'il fait allongé sur le trottoir. L'homme finit par dire : « Yes I'll tell you, I'll tell you why I'm lying here... but God forgive me... and God help us all... because you don't know what you ask of me. » (Oui je vais vous dire, je vais vous dire pourquoi je suis allongé ici... mais que Dieu me pardonne... et que Dieu nous aide tous... car vous ne savez pas ce que vous me demandez.) Alors que la camera zoome sur sa bouche, l'individu finit par révéler son secret mais les sous-titrages s'arrètent net, ne permettant pas au visionneur de connaître la réponse.
À ce moment-là, la caméra effectue un zoom arrière et l'on voit la foule entière allongée sur le trottoir tout comme l'homme.
Aucun membre de Radiohead n'a révélé les mots prononcés par l'homme, et Jamie Thraves (en), le réalisateur, a dit :
« Vous révéler la réponse étoufferait l'impact, et vous donnerait probablement envie de vous allonger également sur la route ».
Beaucoup pensent que la réplique de l'homme n'a pas d'importance alors que d'autres estiment que le groupe et le réalisateur n'avaient pas de phrase précise en tête. Cependant, le mystère autour de cette vidéo contribue à la rendre incontournable.

## Track listing

### CD 1
1. Just - 3:54
2. Planet Telex (Karma Sunra mix) - 5:23
3. Killer Cars (Mogadon version) - 3:50

### CD 2
1. Just - 3:54
2. Bones (Live at the forum) - 3:14
3. Planet Telex (Live at the forum) - 4:07
4. Anyone Can Play Guitar (Live) - 3:40